# Woodrow Wilson
Woodrow Wilson, född 28 december 1856 i Staunton i Virginia, död 3 februari 1924 i Washington D.C., var en amerikansk politiker (demokrat), jurist och statsvetare. Han var guvernör i New Jersey 1911 och USA:s president åren 1913–1921. Han mottog Nobels fredspris 1919.
Bland Wilsons mest minnesvärda åtgärder hör bildandet av en federal riksbank, införandet av direkta val till USA:s senat, federal rassegregering, federal inkomstskatt och kvinnlig rösträtt i hela USA, samt inträdet i första världskriget. Vid fredsförhandlingarna i Versailles spelade han en aktiv roll, vilket mynnade ut i Wilsons 14 punkter och Nationernas förbund, vilka skulle garantera en varaktig och stabil fred men misslyckades vinna önskvärt gehör, då en betydligt hårdare linje mot Tyskland genomdrevs och senaten röstade nej till amerikanskt medlemskap i NF. Wilsons överansträngning resulterade i sjukdom och en stroke, vilken delvis förlamade honom och kraftigt begränsade hans makt till förmån för hans hustru och rådgivare fram till hans avgång. Detta i kombination med hans vicepresident Thomas Marshalls ovilja att kandidera bäddade för en republikansk jordskredsseger i november 1920.

## Biografi
Wilson växte upp i Augusta i Georgia, där hans far, Dr. Joseph Wilson, som var presbyteriansk pastor, blev professor i teologi. Woodrow Wilson studerade först juridik, men avbröt studierna av hälsoskäl. En kort period år 1882 satte han likväl upp en advokatbyrå, men insåg att han inte trivdes med detta och började istället studera statsvetenskap vid Johns Hopkins University i Baltimore, och avlade examen som filosofie doktor. År 1890 blev han professor i rättsvetenskap och politisk ekonomi vid Princeton University och 1902 utsågs han till universitets rektor.

### Politisk bana
1911 blev Wilson guvernör i New Jersey och 1912 gav han sig in i kampen om presidentposten. Som universitetsman och guvernör hade han fört en hård kamp mot elitism och demokraternas kandidatur säkrade han genom att utmåla sin rival, representanthusets talman Champ Clark, som en partiboss.
Han valdes till USA:s president mot den sittande republikanen William Howard Taft och dennes företrädare Theodore Roosevelt, som bildat ett nytt parti, Progressiva partiet, i praktiken en sprängning av republikanerna. Han blev omvald i presidentvalet 1916 mot den republikanernas kandidat Charles Evans Hughes, vilket var den första gången sedan 1832 som en demokrat omvalts till presidentposten.

### Inrikespolitik
Inrikespolitiskt initierade han kontroll av banker och en antitrust-lagstiftning som stärkte fackföreningsrörelsen och legaliserade strejker samt genomförde flera sociala välfärdsreformer i sitt progressiva "New Freedom"-program. Han var mer pragmatiskt än ideologiskt inriktad och trots sin progressiva framtoning i flera avseenden mer konservativ än medtävlaren Theodore Roosevelt. Han avsåg att förändra för att bevara den rådande ordningen, och kampen mot storfinansen och kartellerna var ett led i en utpräglat marknadsliberal politik. Han hyste också stor respekt för delstaternas integritet, varför en modern välfärdsstat tedde sig otänkbar.
Reformprogrammet, som realiserades inom loppet av ett och ett halvt år, bestod i främsta hand av sänkning av tullarna och skapandet av en centralbank med stark ställning; båda åtgärderna riktade sig mot monopolen. Dessutom infördes 1913 för första gången nationell inkomstskatt i USA. Även rassegregering, vilket dittills begränsats i huvudsak till de av demokrater kontrollerade delstater i södern, infördes på federal nivå. Wilson var drivande bakom införandet av kvinnlig rösträtt, vilket röstades igenom i slutet av hans regering.
En reform av annat slag var att rassegregationen utsträcktes till federala myndigheter så att kontor och rekreationsutrymmen för svarta och vita kunde skiljas åt genom avbalkningar. Wilson var av övertygelsen att segregation låg i både svartas och vitas intresse.

### Utrikespolitik
Utrikespolitiskt strävade han efter att hålla USA neutralt under första världskriget men det tyska oinskränkta u-båtskriget tvingade honom i april 1917 att förklara krig för att – som han uttryckte det – "trygga världen åt demokratin". Med kriget hade han också ambitionen att göra slut på alla krig. Denna idealistiska syn på internationell politik hämtade näring ur hans religiösa tro och ur en strömning i amerikansk tanketradition som han på sikt skulle komma att vitalisera och stärka. En viktig influens var också hans närmaste utrikespolitiska rådgivare Edward Mandell House.
I januari 1918 framlade Wilson ett fredsprogram, "de 14 punkterna", som bland annat gick ut på självbestämmanderätt för folken, havens frihet, rustningsbegränsningar, och upprättandet av Nationernas förbund (NF). Wilson, som själv ledde den amerikanska delegationen, fick dock inget större gehör för sina förslag vid förhandlingarna inför Versaillesfreden 1919. Han lyckades dock genomdriva grundandet av NF, men lyckades däremot inte övertala Kongressen till att besluta att USA skulle sluta sig till NF.

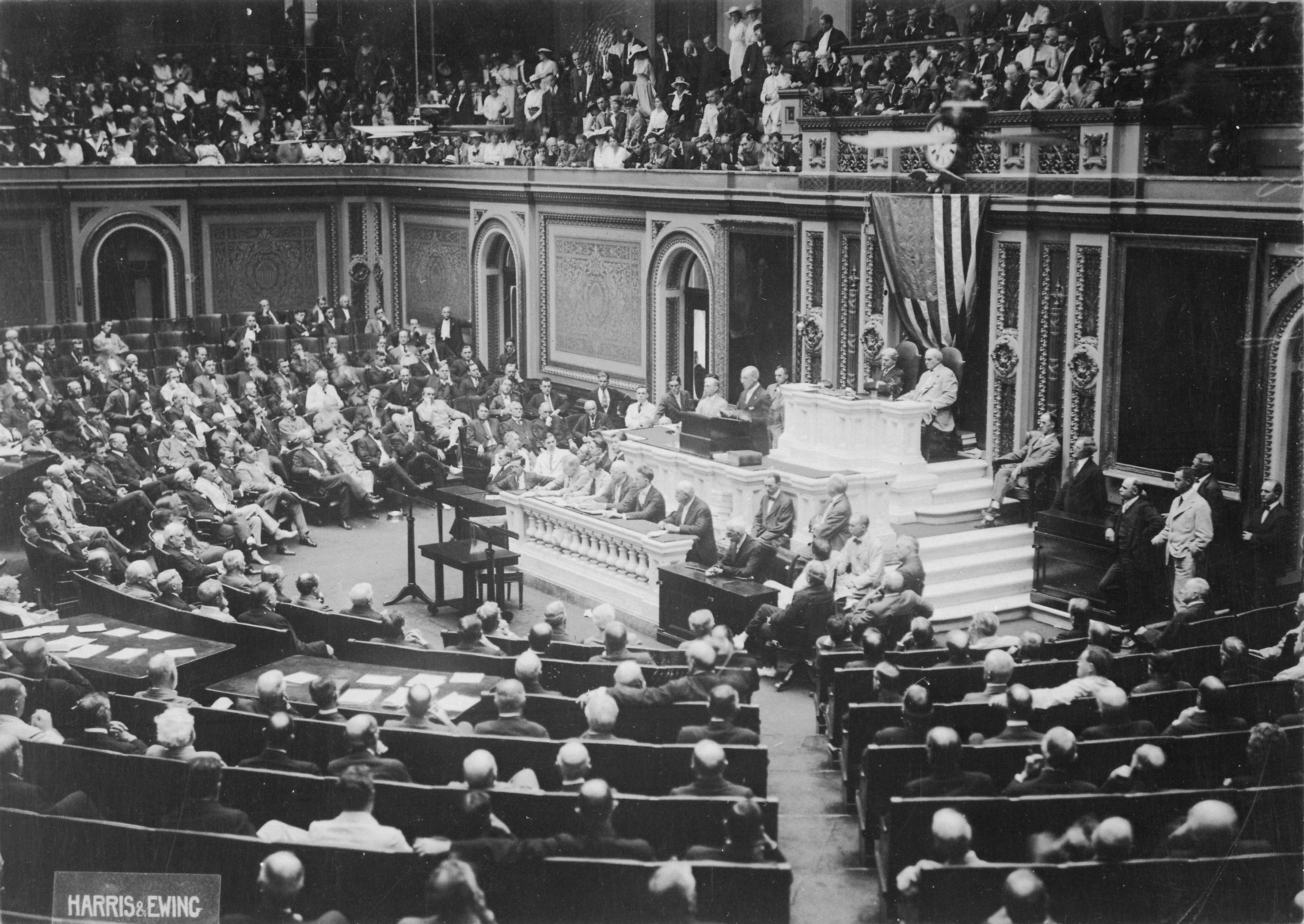
USA:s president Woodrow Wilson talar inför kongressen den 3 februari 1917 och tillkännager att landet denna dag bryter de diplomatiska förbindelserna med Tyskland.

Wilson försökte istället få det amerikanska folket med sig i frågan om att ansluta sig till NF och gav sig ut på en omfattande kampanjturné i landet. Läkarna avrådde honom från denna resa på grund av hans klena hälsa, men han lyssnade inte till varningarna. Efter ett tal i Pueblo i Colorado den 25 september 1919 kollapsade han av utmattning ombord på sitt tåg. Tillbaka i Washington drabbades Wilson den 2 oktober 1919 av ett slaganfall, som förlamade hans vänstra sida av kroppen. Han återhämtade sig aldrig riktigt från slaganfallet och blev rörelsehindrad, vilket man försökte dölja under hans sista år som president. Till folket sade Wilsons läkare att presidenten återhämtade sig efter en större ansträngning. Wilsons vicepresident Thomas R. Marshall tog under den sista tiden över delar av Wilsons officiella representativa plikter, men kom aldrig att formellt överta presidentämbetet då det inte fanns någon politisk enighet eller någon tydlig skrivning i konstitutionen om under vilka omständigheter presidenten kunde förklaras oförmögen att leda landet så att vicepresidenten övertar ämbetet. Även Wilsons fru Edith hade stort inflytande under denna tid, då hon och presidentens rådgivare styrde vilka ärenden som lades fram för den relativt isolerade presidenten under sjukdomen. Wilsons sjukdom hindrade honom från att kandidera till en tredje mandatperiod i valet 1920.

### Tiden efter presidentskapet
Wilson närvarade inte vid Warren G. Hardings installation den 4 mars 1921. Makarna Wilson bosatte sig i ett hus i stadsdelen Kalorama i Washington D.C.. Wilson öppnade 1921 en advokatpraktik tillsammans med sin tidigare utrikesminister Bainbridge Colby, men praktiken stängdes i slutet av 1922. Wilson återupptog sitt skrivande och skrev några korta essäer efter enorma ansträngningar. Wilsons hälsa förbättrades aldrig och han insjuknade i januari 1924 och dog i sitt hem den 3 februari 1924, 67 år gammal. Han begravdes i Washington National Cathedral.

## Eftermäle
Trots motgången ifråga om USA:s anslutning till NF och Versaillesfredens misslyckande har Wilsons arv blivit bestående genom att hans vision angett tonen för nittonhundratalet: självbestämmande, demokratisk styrelseform, kollektiv säkerhet, internationell rätt och ett nationernas förbund. Idealismen har, i högre eller lägre grad, omfattats av alla hans efterträdare och är idag starkare än någonsin.
Wilson hade en fast gudstro, stöpt i den folkligt kalvinistiska form som präglade sydstaterna, men var inte böjd för religiöst grubbel eller teologiska överväganden. Istället yttrade sig hans religiösa sida som en passion för godhet och fullkomning, vilket gav hans strävanden en anstrykning av moralism. "Det onda måste slås ned, motståndaren måste slås ned, dessa så lätt hoprörda grundsatser var dock viktigare än något annat."

### Författarskap
Wilsons levnadstecknare Arthur S. Link beskriver honom dock som en intellektuell lättviktare. Hans enda verk av betydelse var Congressional Government, där han fördömer den amerikanska konstitutionen med dess maktfördelning. Väljarna kunde inte, framhöll han, veta vem de skall ställa till svars när makten delades av flera aktörer. Han var lika kritisk mot kommittésystemet i kongressen, eftersom makten i olika frågor koncentrerades till ledamöter som var ansvariga endast inför väljarna i sina egna distrikt. Dessutom var det sårbart för påtryckningar från lobbyister. Dessa åsikter omprövade han så småningom ordentligt.

## Skrifter på svenska
- Historien och sanningen samt andra essayer (översättning August Carr, Norstedt, 1916)
- Om världsfredens grundvalar: tal i Förenta staternas senat den 22 januari 1917 (Thule, 1917)
- Den nya friheten: ett krav på frigörelse av de ädla krafterna hos ett folk (The new freedom) (översättning Otto Lundh, Bergvall, 1917)
- Amerikas inträde i kriget: president Wilsons tal i kongressen den 2 april 1917 (Hjalmar Lundberg & Gösta Olzon, 1917)
- Wilsons program offentliggjort i hans 14 punkter ... (Svenska sektionen av internationella kvinnokommittén för varaktig fred, 1918)
- Den stora tron: presidenten Wilsons tal på den amerikanska flaggdagen (Hjalmar Lundberg & Gösta Olzon, 1918)
- President Wilson och Nationernas förbund (1918)

## Utnämningar till Högsta domstolen
- James Clark McReynolds, 1914
- Louis Brandeis, 1916
- John Hessin Clarke, 1916